# Dörrenbach (St. Wendel)
Dörrenbach ist ein Stadtteil und Gemeindebezirk der Stadt St. Wendel im gleichnamigen Landkreis im Saarland. Bis Ende 1973 war Dörrenbach eine eigenständige Gemeinde.

## Geographie
Das ländlich geprägte Dörrenbach liegt im Tal der Oster etwa sieben Kilometer südöstlich von St. Wendel. Zwischen der Kreisstadt und diesem Stadtteil liegt der Staatsforst St. Wendel.

## Geschichte
Das Ostertal war Bodenfunden zufolge bereits in prähistorischer und römischer Zeit bewohnt. In der Ortsmitte von Dörrenbach wurde am 11. März 1999 bei Bauarbeiten ein spätantiker Viergötterstein gefunden; er gehörte mutmaßlich zu einer Jupitergigantensäule einer Villa rustica.
Im 14. Jahrhundert bestand laut kirchlichen Urkunden eine – möglicherweise schon um Jahrhunderte ältere – Kapelle mit massivem romanischem Kirchturm, die gemeinsam mit derjenigen von Werschweiler zur Pfarrei St. Wendel gehörte. Im 15. Jahrhundert gab es eine größere Kirche mit Langhaus, die eine eigene Pfarrei konstituierte. Die Baugeschichte weist Parallelen zur ehemaligen Kirche von Fürth im Ostertal auf, von der nur der wehrhafte Turm erhalten ist.
Im 15. Jahrhundert gehörten Dörrenbach, Fürth und Lautenbach zum Reichslehen Burg Kirkel und gelangten dann durch „Tausch und andere Verträge“ an Nassau-Saarbrücken.
1575 wurde in Dörrenbach wie überall in der Grafschaft Nassau-Saarbrücken die Reformation eingeführt. Im Dreißigjährigen Krieg wurde das gesamte Ostertal schwer verwüstet und entvölkert. Im 18. Jahrhundert kam es zu einer wirtschaftlichen Erholung.
Nach der Besetzung des Linken Rheinufers durch französische Revolutionstruppen im Jahr 1794 wurde Dörrenbach – wie das gesamte mittlere Ostertal – Teil des Saardepartements. Aufgrund der Beschlüsse auf dem Wiener Kongress und einem Zusatzvertrag mit dem Königreich Preußen kam der Ort 1816 zur „Herrschaft Baumholder“, die zum Herzogtum Sachsen-Coburg-Saalfeld gehörte und 1819 in Fürstentum Lichtenberg umbenannt wurde. 1834 kam das Fürstentum und damit auch Dörrenbach zur preußischen Rheinprovinz und gehörte von 1920 bis 1935 zum Saargebiet. Nach dem Zweiten Weltkrieg kam Dörrenbach 1947 zum Saarland.
Im Rahmen der saarländischen Gebiets- und Verwaltungsreform wurde die bis dahin eigenständige Gemeinde Dörrenbach am 1. Januar 1974 der Kreisstadt St. Wendel zugeordnet.

## Politik
Der Ortsrat des Gemeindebezirks Dörrenbach hat neun Mitglieder, Ortsvorsteher ist Dieter Bleimehl, SPD.
Die Sitzverteilung nach den letzten Wahlen:
| Wahl | CDU | SPD | Gesamt  |
| 2019 | 4   | 5   | 9 Sitze |
| 2009 | 4   | 5   | 9 Sitze |
| 2004 | 4   | 5   | 9 Sitze |
| 1999 | 4   | 5   | 9 Sitze |
| 1994 | 3   | 6   | 9 Sitze |

## Infrastruktur
Bis 1980 beförderte die 1934 bis 1938 gebaute Ostertalbahn Personen- und Güterverkehr zwischen Ottweiler und Schwarzerden via Dörrenbach. Diese Bahn existiert heute noch und wird u. a. als Museumsbahn betrieben.
Die Bundesstraße 420 verläuft in Nord-Süd-Richtung parallel zum Flusslauf und zu der Bahnlinie.

## Kultur und Sehenswürdigkeiten
Das einzige kunsthistorisch relevante Bauwerk des Ortes ist die evangelische Pfarrkirche mit romanischem Wehrturm, deren Obergeschoss und Satteldach im 15. Jahrhundert aufgestockt wurden, und rechteckigem spätgotischem Saalbau, der 1719 erweitert und durch Einbau von Rundbogenfenstern verändert wurde. Die Kanzel aus Rotsandstein, die um 1600 gefertigt wurde, hat Blendmaßwerk auf ihrem ganzen Korb und steht auf einer geriffelten Säule; Parallelen zu St. Martin in Köllerbach sind beschrieben worden.
Im Dorfgemeinschaftshaus, dem ehemaligen Schulgebäude, unterhält der Dörrenbacher Heimatbund ein kleines Heimatkundemuseum mit landwirtschaftlichen Geräten und Dokumentationen zur Ortsgeschichte; es wird über Bergbau und Landwirtschaft, auch über die Zeit des lokalen NS-Reichsarbeitsdienstlagers berichtet. Am alten Bahnhofsgebäude, das jetzt das Vereinsheim des Heimatbundes ist, unterhält der Verein die Natur- und Freizeitanlage Reihersrech. Dort gibt es unter anderem einen Tennisplatz, eine Bogenschießanlage, einen kleinen Kräutergarten sowie Grillplatz mit einer Hütte.
Ab 1818 wurde in der Grube Auguste und ab 1834 in der Grube Haus Sachsen bei Dörrenbach Steinkohle abgebaut. Beide Gruben wurden von den Brüdern Johann Carl Cetto und Johann Phillip Cetto gegründet und gingen 1851 in den Besitz von Carl Philipp Cetto über. Nach seinem Tod wechselten die Gruben mehrmals den Besitzer, bis 1903 die Kohleförderung eingestellt wurde.
Ein Wanderweg führt zur 1953 stillgelegten Kohlegrube Labach, von der das Mundloch erhalten ist.

## Lokale Vereine
Dörrenbach unterhält ein Vereinsleben in verschiedenen sozialen Aktivitäten:
- Dörrenbacher Heimatbund, seit 1973
- Landfrauenverein, seit 1976
- Sportfreunde Dörrenbach
- Gemischter Chor Dörrenbach
- Angelsportverein Dörrenbach
- Nahwärme Dörrenbach e. V., seit 2008
- Verein zur Förderung der Freiwilligen Feuerwehr Löschbezirk Dörrenbach e. V., seit 2004
- Oldtimerfreunde Ostertal